# Prosopis castellanosii
La uña de gato (Prosopis castellanosii) es una especie arbustiva perteneciente al género de fabáceas Prosopis. Habita en el centro-oeste del Cono Sur de Sudamérica.  

## Distribución
Se distribuye en regiones áridas del oeste y sudoeste de la Argentina, país del cual es endémico. Es característico de las mesetas volcánicas de la Payunia, en el extremo noroeste de la de La Pampa, el centro y sur de la provincia de Mendoza y la región septentrional del norte del Neuquén, al noroccidente de la Patagonia argentina. 

## Características
Es un arbusto espinoso, globoso, de hasta de 60 a 150 cm de altura. Sus espinas son fuertes, poseen un color pajizo y un largo de hasta 45 mm. Las hojas son uniyugadas y pequeñas. Las flores son cortas, axilares. El fruto es una legumbre marrón-rojiza, oblonga, con una longitud de entre 35 y 80 mm y un ancho de entre 15 y 2 mm.

## Taxonomía
Prosopis castellanosii fue descrito en el año 1941 por el botánico argentino Arturo Eduardo Burkart.
Etimología
Etimológicamente, el nombre genérico Prosopis proviene del griego antiguo y podría significar ‘hacia la abundancia’ ("pros" = ‘hacia’ y "Opis" = ‘diosa de la abundancia y la agricultura’). El nombre específico castellanosii rinde honor al botánico y explorador argentino Alberto Castellanos.